# Yitzhak Hofi
Yitzhak Hofi (hebraisk: צחק חופי, født 25. januar 1927, død 15. september 2014) var direktør for den israelske efterretningstjeneste Mossad fra 1974 til 1982.
Hofi blev født i Tel Aviv. Han sluttede sig til Haganah i 1944 og ledede et kompagni under Israels uafhængighedskrig i 1948. Han fortsatte i militæret på en række poster indenfor troppeledelse, stabsarbejde og uddannelse. Under Yom Kippur krigen i 1973 ledede han Nordkommandoen. Han var fungerende stabschef i en kort periode inden han trak sig tilbage fra hæren og overtog posten som direktør for Mossad. Inden da var han general i den israelske hær med ansvar for Israels Nordkommando. I juli 1976 udtalte Hofi sig kraftigt til fordel for, at der skulle gennemføres en redningsmission, som skulle redde det store antal israelske passagerer på et kapret Air France-fly, som var ført til Entebbe-lufthavnen i Uganda. For at muliggøre den efterfølgende Operation Entebbe, gav Hofi Mossads agenter til opgave at kortlægge lufthavnen og benyttede kontakter i Kenyas efterretningsvæsen til at få tilladelse til optankning af israelske fly i Nairobi på tilbagevejen.